# Acinonyx pardinensis
Acinonyx pardinensis is een uitgestorven zoogdier uit de familie van de katachtigen (Felidae), nauw verwant aan de jachtluipaard.
Acinonyx pardinensis leefde van het Vroeg- tot het Midden-Pleistoceen in beboste valleien en op savannen en grasvlakten in Europa en Azië.

## Beschrijving
Deze soort was ruwweg twee keer zo groot als de huidige jachtluipaard. Het dier woog ongeveer tachtig tot honderd kilogram; de kop-romplengte was ongeveer twee meter, en de staart werd ongeveer honderdveertig centimeter. De schouderhoogte was gemiddeld negentig centimeter. Net zoals de huidige jachtluipaard was het vermoedelijk een sprinter, maar op basis van zijn proporties was hij waarschijnlijk langzamer dan de huidige jachtluipaard.
Het dier had een bouw die optimaal was voor sprinten, net zoals de huidige jachtluipaard, alleen was hij vermoedelijk iets minder snel. Het dier had een korte snuit en grote neusgaten wat een grote zuurstofinname toeliet tijdens een inspannende sprint. Om de brede neusgaten ruimte te geven, was de bovenkaak minder fors, waardoor de hoektanden minder sterk verankerd waren, wat ook bij de moderne jachtluipaard te zien is. Het dier had grote longen en een sterk hart. Het spijsverteringskanaal was relatief kort. Spieren die niet voor het rennen gebruikt werden, waren minder sterk ontwikkeld. De beweging van het middenrif was vermoedelijk gekoppeld aan zijn bewegingsritme bij het rennen, opnieuw een kenmerk dat de ademhaling verbetert.
Analyse van het skelet geeft aan dat de bouw van Acinonyx pardinensis intermediair was tussen die van de snel bewegende moderne jachtluipaard en die van de langzamere grote katten die hun voorouders waren. Zo had zijn kop bijvoorbeeld eerder de relatief grote proporties van de poema-achtige voorouders, en de poten hadden een zwaardere bouw dan die van de jachtluipaard. Acinonyx pardinensis leek wellicht minder op zijn moderne verwant, en had qua bouw meer gemeen met de moderne sneeuwpanter.
Een van de compleetst bewaarde schedels van deze soort is afkomstig van de Franse fossielenvindplaats van Saint-Vallier, en 2,1 miljoen jaar oud. De compleetste skeletresten werden gevonden op de oudere vindplaats van Perrier in het Centraal Massief. Daar werden onder meer de wervelkolom en de pijpbeenderen behorend tot één dier gevonden. De middenhandsbenen werden niet gevonden, en in reconstructies kregen ze daarom dezelfde lengte als die van de huidige jachtluipaard.

## Jacht
Deze kat kan jacht gemaakt hebben op allerlei dieren, van kleine herten uit het geslacht Muntiacus en de Alpensteenbok tot dieren van het formaat van een eland, veel groter dan de prooien van de moderne jachtluipaard. Die laatste maakt gebruik van een jachttechniek die andere leden van de kattenfamilie onbekend is: op open vlaktes lokaliseert hij zijn prooi en loopt er dan rechtstreeks op af, met kop en staart naar beneden. Als hij binnen acceptabele afstand komt, gewoonlijk minder dan vijftig meter, probeert hij de prooi met een korte, snelle sprint bij de achterpoten te pakken en tegen de grond te werken. Als de prooi op de grond ligt, verstikt de jachtluipaard hem door de keel dicht te knijpen. Acinonyx pardinensis heeft, vanwege zijn vergelijkbare bouw, waarschijnlijk eenzelfde jachttechniek toegepast. Mogelijk was het dier door zijn grotere formaat en zwaardere bouw, anders dan de jachtluipaard, ook in staat om de schedel of de nek van zijn prooi te verbrijzelen.